# Юїнг Тауншип (Нью-Джерсі)
Юїнг Тауншип (англ. Ewing Township) — селище (англ. township) в США, в окрузі Мерсер штату Нью-Джерсі. Населення — 37 264 особи (2020).

### Клімат
| Клімат : Юїнг Тауншип        | Клімат : Юїнг Тауншип | Клімат : Юїнг Тауншип | Клімат : Юїнг Тауншип | Клімат : Юїнг Тауншип | Клімат : Юїнг Тауншип | Клімат : Юїнг Тауншип | Клімат : Юїнг Тауншип | Клімат : Юїнг Тауншип | Клімат : Юїнг Тауншип | Клімат : Юїнг Тауншип | Клімат : Юїнг Тауншип | Клімат : Юїнг Тауншип | Клімат : Юїнг Тауншип |
| Показник                     | Січ.                  | Лют.                  | Бер.                  | Квіт.                 | Трав.                 | Черв.                 | Лип.                  | Серп.                 | Вер.                  | Жовт.                 | Лист.                 | Груд.                 | Рік                   |
| Середній максимум, °C        | 4,2                   | 6,1                   | 10,6                  | 17,3                  | 22,6                  | 27,7                  | 30,1                  | 29,1                  | 25,2                  | 19,0                  | 12,9                  | 6,7                   | 17,7                  |
| Середня температура, °C      | −0,3                  | 1,2                   | 5,3                   | 11,3                  | 16,5                  | 21,8                  | 24,4                  | 23,5                  | 19,4                  | 13,1                  | 7,8                   | 2,3                   | 12,2                  |
| Середній мінімум, °C         | −4,8                  | −3,7                  | −0,1                  | 5,2                   | 10,4                  | 15,9                  | 18,7                  | 17,8                  | 13,6                  | 7,1                   | 2,6                   | −2,1                  | 6,8                   |
| Норма опадів, мм             | 90                    | 71                    | 109                   | 103                   | 106                   | 112                   | 135                   | 106                   | 113                   | 96                    | 92                    | 104                   | 1237                  |
| Вологість повітря, %         | 65.6                  | 61.6                  | 57.7                  | 57.2                  | 62.3                  | 66.6                  | 66.4                  | 68.6                  | 70.0                  | 68.8                  | 66.6                  | 66.7                  | 64.9                  |
| ---------------------------- | --------------------- | --------------------- | --------------------- | --------------------- | --------------------- | --------------------- | --------------------- | --------------------- | --------------------- | --------------------- | --------------------- | --------------------- | --------------------- |
| Джерело: PRISM Climate Group |                       |                       |                       |                       |                       |                       |                       |                       |                       |                       |                       |                       |                       |

## Демографія
Згідно з переписом 2010 року, у селищі мешкало 35 790 осіб у 13 171 домогосподарстві у складі 7980 родин. Було 13926 помешкань
Расовий склад населення:
| - 63,1 % — білих - 27,6 % — чорних або афроамериканців - 4,3 % — азіатів - 0,3 % — корінних американців - 2,2 % — осіб інших рас |

До двох чи більше рас належало 2,4 %. Частка іспаномовних становила 7,6 % від усіх жителів.
За віковим діапазоном населення розподілялося таким чином: 16,3 % — особи молодші 18 років, 69,0 % — особи у віці 18—64 років, 14,7 % — особи у віці 65 років та старші. Медіана віку мешканця становила 37,2 року. На 100 осіб жіночої статі у селищі припадало 88,7 чоловіків;  на 100 жінок у віці від 18 років та старших — 85,9 чоловіків також старших 18 років.
Середній дохід на одне домашнє господарство  становив 88 056 доларів США (медіана — 77 464), а середній дохід на одну сім'ю — 104 535 доларів (медіана — 93 135). Медіана доходів становила 56 374 долари для чоловіків та 55 045 доларів для жінок. За межею бідності перебувало 11,3 % осіб, у тому числі 13,5 % дітей у віці до 18 років та 5,6 % осіб у віці 65 років та старших.
Цивільне працевлаштоване населення становило 17 573 особи. Основні галузі зайнятості: освіта, охорона здоров'я та соціальна допомога — 28,2 %, публічна адміністрація — 13,2 %, науковці, спеціалісти, менеджери — 12,3 %.